# مؤتمر أوهايو للمرأة في ساليم عام 1850
عقد مؤتمر أوهايو للمرأة في ساليم في 29 أبريل عام 1850 في ساليم ،أوهايو، الذي يعتبر مركز لنشاط الإصلاح. كان يعتبر المؤتمر الثالث من سلسلة مؤتمرات حقوق المرأة التي بدأت بمؤتمر سينيكا فولز عام 1848.
كان يعتبر المؤتمر الأول من كل تلك المؤتمرات الذي تم تنظيمه على أساس مستوى الولاية كلها. حضره حوالي خمسمائة شخص. كان جميع مسؤولي المؤتمر نساء. لم يسمح للرجال ادلاء أصواتهم، يجلسون على منصة المؤتمر أو يتحدثوا أثناء المؤتمر. المؤتمر ارسل طلب مذكرة للمؤتمر الذي كان يعد دستور جديد لولايه أوهايو مطالبا إعطاء النساء حقهم في التصويت.

## التاريخ
مؤتمر نساء أوهايو في ساليم عقد في ال 19 - 20 من أبريل عام 1850 في ساليم، أوهايو. حوالي خمسمائة شخص حضروا المؤتمر. عقد في الكنيسة المعمدانية الثانية ومنزل التقاء أصدقاء (كويكر). كان المؤتمر الثالث من سلسلة مؤتمرات حقوق المرأة اللي بدأت بمؤتمر سينيكا فولز عام 1848 وتبعه مؤتمر روتشستر بعدها باسبوعين. كلا المؤتمران كانا من التجمعات الإقليمية في ولاية نيويورك الغريبه. مؤتمر ساليم كان الأول من مؤتمرات حقوق المرأة الذي تم تنظيمه على أساس مستوى الولاية كلها. أول مؤتمر تم تنظيمه على مستوى إقليمي كان المؤتمر الوطني لحقوق المرأة في ووستر بولاية ماساتشوسيتس أكتوبر عام 1850.
تعتبر ساليم هي مركز نشاط الإصلاح. سكانها شملوا عدد من نشطاء ضد العبودية، الكثير منهم كان من الكويكرز (جمعية الأصدقاء الدينية).  بوق إلغاء العبودية " جريدة إلغاء ضد العبودية''، تم نشرها في ساليم في اوائل عام 1845. مجموعة محلية من الأصدقاء المتقدمين، مجموعة من معاونين الكوكيز انفصلوا من الجسم الرئيسي جزئيا لكي يكونوا أكثر تحررا في العمل في مثل تلك الحالات كالابطاليه وحقوق المرأة تم تكوينها في ساليم 1849.  مجلس المدرسة المحلية كان مكون من البطالين من كلا الطرفين في تلك الحركة: متابعين ويلم لورد غاريسون، الذين عارضوا التدخل في النشاط السياسي، ومساندون حزب الحرية، حزب الابطال السياسي. جميع الثمانية أعضاء من مجلس المدرسة الإقليمية كان لهم أقارب نساء اللاتي شاركوا في مؤتمر ساليم في أوهايو.
كانت رسالة  مؤتمر ساليم قد صرحت على أن يكون هدفها الأساسي، أن تأمن لكل الناس المعرفة بحقوقهم ال متساوية وامداد الحكومة لهم بامتيازات دون التفريق على أساس الجنس أو اللون.
بيتسي ميكس كولز كانت قد انتخبت لتصبح رئيسة المؤتمر. كولز، التي كان لها روابط لكلا الطرفين من حركات الأبطال، كانت من مدافعين عن حقوق الأفارقة الأمريكيين لفترة طويلة. وقد قادت حملات ضد قوانين التي تفرق الأطفال السود في المدارس العامة في أوهايو. في عام 1835 أصبحت كولز قائدة المجتمع النسائي ضد العبودية في مقاطعة اشتابولا.  جين إليزابيث جونز، كانت محاضرة ابطالين، وقد أعطت المؤتمر عنوانه الجديد. جوزفين جريفين، كانت ناشطة أخرى بارزة ضد العبودية وحقوق المرأة، كانت تخدم في لجنة الأعمال.
كان كل مديرين المؤتمر نساء. لم يسمح للرجال بالتصويت  ولم يسمح لهم بالجلوس على المنصة أو التحدث أثناء المؤتمر. قد كان  كل المشاهدون الرجال داعمين للمؤتمر ومع ذلك عند انتهاء المؤتمر، خلق الرجال منظمة خاصة بهم وايدوا اجراءات المؤتمر النسائي.
كان قد التقي المؤتمر منذ أقل من شهر مسبقا لمؤتمر الولاية الذي تم فيه مراجعة اصلا ولايه أوهايو في عام 1850-1851. مؤتمر ساليم أصدر مذكره التي تم بعثها لـ المؤتمر الإصلاحي وبه 8000 توقيع. شملت تلك المذكرة بالقول:
يجب على القانون الحفاظ على وحماية كل من يأتي تحت حكمة، وعدم خلق أي حالة من الاستقلال والاكتئاب في أي بشر. لا يجب على القوانين ان تجعل المرأة مجرد سجينه في ظل زوجها، هذا يعد استعباد لارادتها واهانه لها لشرط الاعتماد المطلق. الإيمان بأن المرأة لا تعاني لوحدها عندما تتعرض قوانين غير عادلة وظالمة، بل هذا يؤثر بشكل مؤلم على اهتمامتها، هذا تخريب على أعلى الخير في العرق كله، نحن نطلب بجدية أن الإصلاحات الجديدة التي يتم تشكيلها في ولاية أوهايو، ان تكون المرأة أمنه، ليس فقد حق الاقتراع بل في  كل الحقوق السياسية والشرعية المضمونه للرجال.
قد تم قراءة تلك الرسائل في المؤتمر من كل القائدات البارزات في حقوق المرأة اللاتي لم يتمكن من حضور المؤتمر من ضمنهم إليزابيث كادي ستانتون ولوكريتيا موت ولوسي ستون.